# 東京成徳大学深谷中学校・高等学校
東京成徳大学深谷中学校・高等学校(とうきょうせいとくだいがくふかやちゅうがっこう・こうとうがっこう)は、埼玉県深谷市宿根にあり、中高一貫教育を提供する私立中学校・高等学校。高等学校においては中学校から入学する内部進学の生徒と高等学校から入学する外部進学の生徒との間では、3年間別クラスになる併設型中高一貫校。略称は「成徳」あるいは「成徳深谷」。設置者は学校法人東京成徳学園。

## 概要
東京成徳大学深谷高等学校は1963年に東京成徳学園深谷高等学校として設置された。
設立当初は普通科、商業家庭科を有する女子校であったが1979年、1997年の校名改称や1995年の商業家庭科の募集停止、1996年の男女共学化を経て現在に至っている。2013年から併設校である東京成徳大学深谷中学校を開校し、中高一貫教育を実施している。
校舎には各教室に冷暖房が完備され、予備校の講義を受講できるサテライン室、個別ブース室や図書自習室などの他、情報処理室(PC44台設置)、ワープロ教室(PC45台設置)、家庭看護室、調理室、ピアノ教室などの特殊教室を備えている。
特待生制度を採用しており特待生はAランク(学納金全額免除)からEランク(学納金一部免除)に分類されている。また、奨学生制度があり、特別奨学生(特待生Aランク)と深谷校奨学生(学納金一部免除)に分類されている。

### 教育理念
1. 生徒一人ひとりを大切にし、自己の存在感が認識できる教育
2. 生徒一人ひとりの特性を伸ばす教育
3. 生徒の自律的な行動に期待する教育

### 教育目標
おおらかな徳操、高い知性、健全なる身体、勤労の精神、実行の勇気を涵養し鍛錬する。

## 沿革
- 1963年（昭和38年） - 東京成徳学園深谷高等学校設立。
- 1979年（昭和54年） - 東京成徳短期大学附属深谷高等学校に校名を改称。
- 1995年（平成7年） - 商業家庭科募集停止。
- 1996年（平成8年） - 特別進学コースで男子生徒の募集を開始。
- 1997年（平成9年） - 東京成徳大学深谷高等学校に校名を改称。
- 2001年（平成13年） - 進学コースで男子生徒の募集を開始。
- 2003年（平成15年） - 総合体育館「F・アリーナ」竣工。
- 2013年（平成25年）3月26日 - 2012年度第6回 埼玉県私立学校審議会 により東京成徳大学深谷中学校設置認可答申される。
- 2013年（平成25年）4月1日 - 東京成徳大学深谷中学校開校。

## 基礎データ

### 所在地
埼玉県深谷市宿根559

### アクセス
- 深谷駅、寄居駅、森林公園駅、小川町駅、行田市駅、児玉駅からスクールバス

### 象徴

#### 校章
校章は系列校である東京成徳大学と同じものを使用している。

#### 制服
制服はOLIVE des OLIVEを採用している。

以前はハナエモリを採用していたが、同ブランドの事業見直しにより採用継続が不可能となったため、2009年の卒業生を最後に廃止となった。
- 冬服はブレザー、夏服はワイシャツ、サマーセーター

## 学校行事
- 4月 入学式、対面式、生徒会入会式、校外学習(1年)
- 5月 生徒総会
- 6月 体育祭
- 7月 職業講習(1年)、進路ガイダンス
- 8月 強化合宿、予備校講師特別授業
- 9月 桐蔭祭(文化祭)
- 10月 スポーツ大会、修学旅行(2年)、芸術鑑賞会
- 11月 持久走大会
- 12月 予備校講師特別授業
- 1月 大学入試センター試験
- 2月 創作ダンス発表会、予餞会(3年生を送る会)
- 3月 卒業式

### 学園祭
学園祭は「桐蔭祭」と呼ばれ毎年9月に行われている。

## 部活動
- サッカー部
- テニス部
- 陸上競技部
- バスケットボール部
- パワーリフティング部
- 剣道部
- 弓道部
- ソフトボール部
- 卓球部
- ダンス部
- バドミントン部
- チアダンス部
- バレーボール部
- 写真部
- 演劇部
- アート部
- イラスト部
- 英会話部
- 華道部
- 茶道部
- 情報処理部
- 書道部
- 新聞部
- 吹奏楽部
- 調理部
- 文芸部

## 系列校
- 東京成徳大学
- 東京成徳短期大学
- 東京成徳大学中学校・高等学校

## 著名な出身者
- 高橋里奈 - （中退）俳優
- 柿沼謙太 - プロレス
- オヤカタくん - 芸人
- 神田あおい - 講談師